# Meropidae
I meropidi (Meropidae Rafinesque, 1815) sono una famiglia di uccelli appartenente all'ordine Coraciiformi.

## Tassonomia
Comprende 3 generi e 27 specie:
- Genere Meropogon
  - Meropogon forsteni Bonaparte, 1850 - gruccione barbaviola
- Genere Merops
  - Merops breweri (Cassin, 1859) - gruccione testanera
  - Merops muelleri (Cassin, 1857) - gruccione testablu
  - Merops mentalis Cabanis, 1889 -
  - Merops gularis Shaw, 1798 - gruccione nero
  - Merops hirundineus Lichtenstein, AAH, 1793 - gruccione coda di rondine
  - Merops pusillus Statius Müller, 1776 - gruccione minore
  - Merops variegatus Vieillot, 1817 - gruccione pettoblu
  - Merops oreobates (Sharpe, 1892) - gruccione pettocannella
  - Merops bulocki Vieillot, 1817 - gruccione golarossa
  - Merops bullockoides Smith, A, 1834 - gruccione frontebianca
  - Merops revoilii Oustalet, 1882 - gruccione di Somalia
  - Merops albicollis Vieillot, 1817 - gruccione golabianca
  - Merops boehmi Reichenow, 1882 - gruccione di Böhm
  - Merops orientalis Latham, 1802 - gruccione verde
  - Merops persicus Pallas, 1773 - gruccione guanceazzurre
  - Merops superciliosus Linnaeus, 1766 - gruccione del Madagascar
  - Merops philippinus Linnaeus, 1767 - gruccione codazzurra
  - Merops ornatus Latham, 1802 - gruccione iridato
  - Merops viridis Linnaeus, 1758 - gruccione golazzurra
  - Merops leschenaulti Vieillot, 1817 - gruccione testacastana
  - Merops apiaster Linnaeus, 1758 - gruccione comune
  - Merops malimbicus Shaw, 1806 - gruccione roseo
  - Merops nubicus Gmelin, JF, 1788 - gruccione carminio settentrionale
  - Merops nubicoides Des Murs & Pucheran, 1846 - gruccione carminio meridionale
- Genere Nyctyornis
  - Nyctyornis amictus (Temminck, 1824) - gruccione barbarossa
  - Nyctyornis athertoni (Jardine & Selby, 1828) - gruccione barbazzurra

### Alcune specie

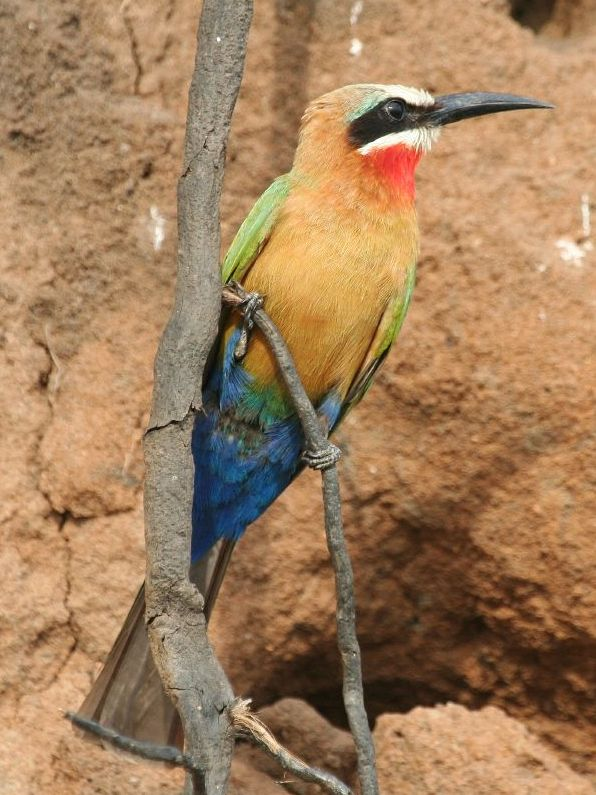
Merops bullockoides
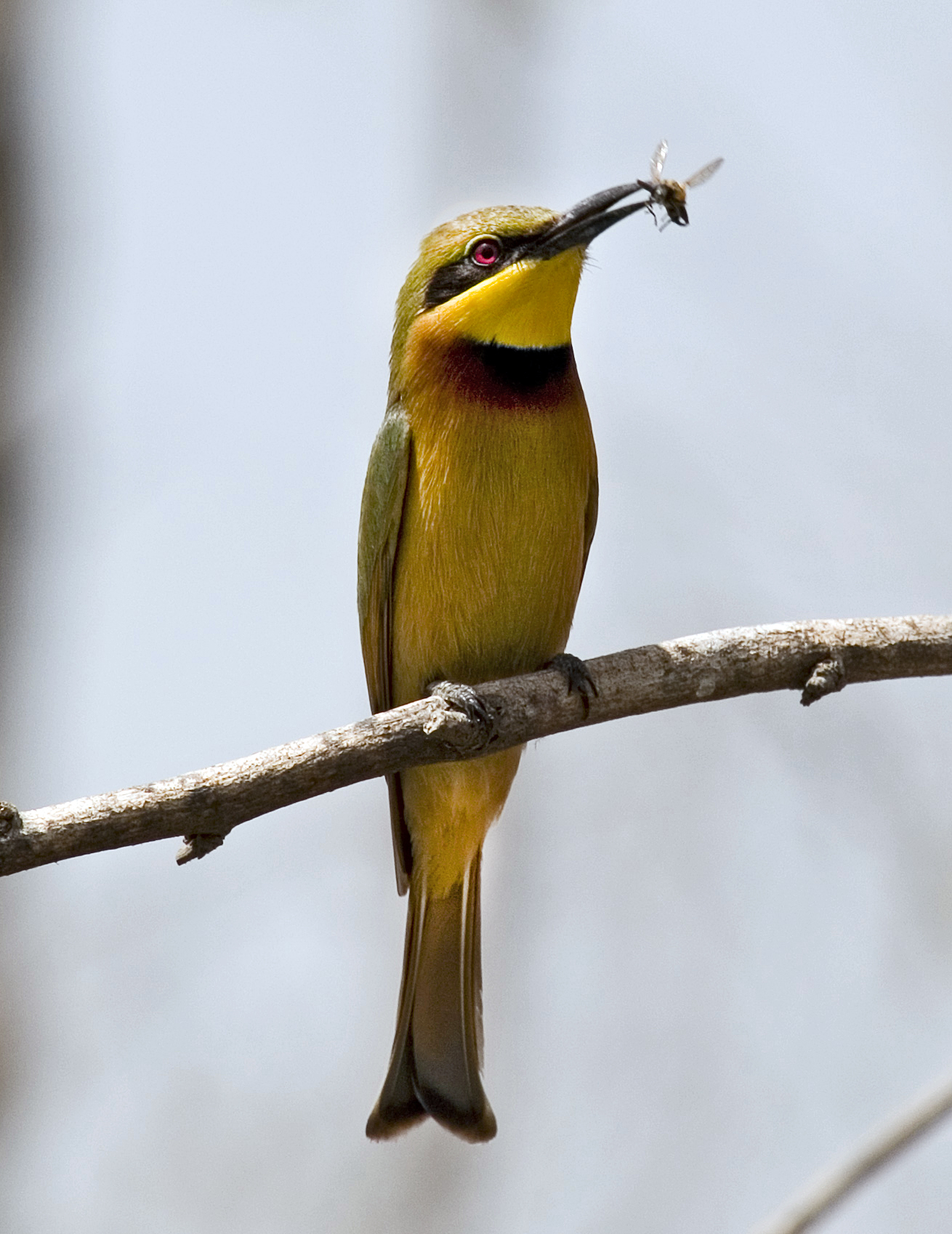
Merops pusillus
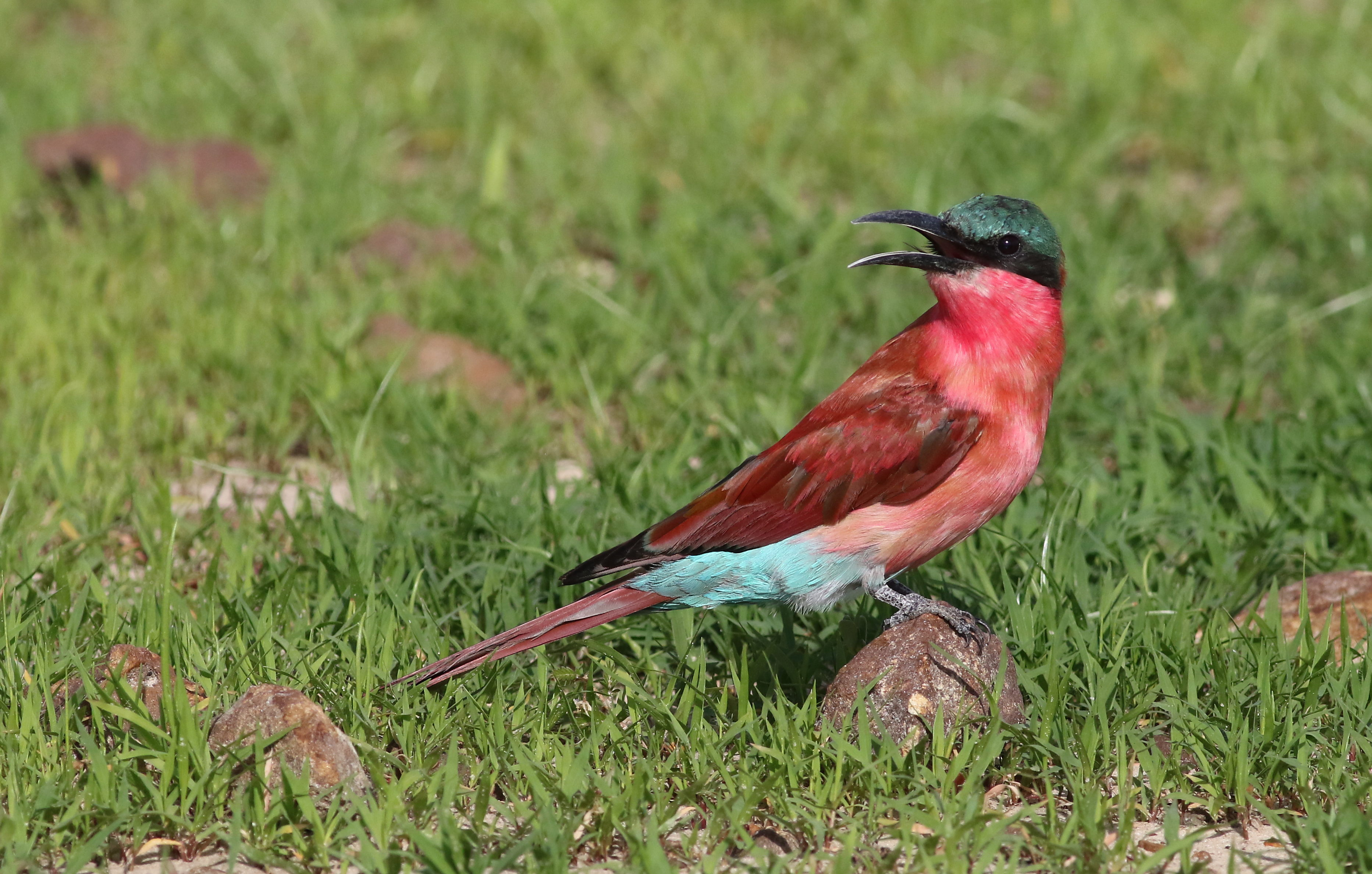
Merops nubicoides
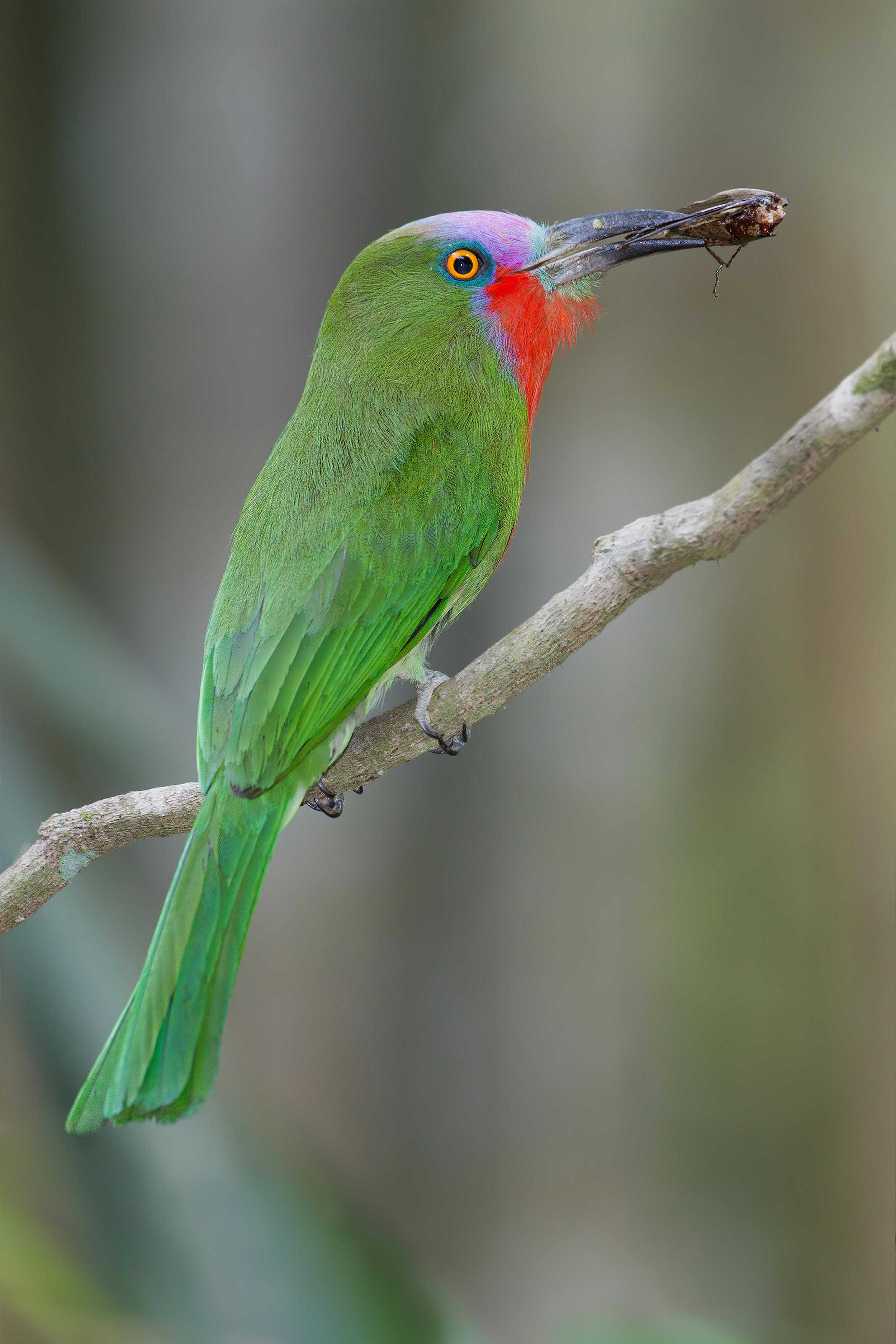
Nyctyornis amictus